# Norsjön, Jämtland
Norsjön är en sjö i Åre kommun i Jämtland och ingår i Indalsälvens huvudavrinningsområde. Sjön har en area på 1,23 kvadratkilometer och ligger 497,9 meter över havet. Sjön avvattnas av vattendraget Norsjöbäcken.

## Delavrinningsområde
Norsjön ingår i det delavrinningsområde (703054-137710) som SMHI kallar för Utloppet av Norsjön. Medelhöjden är 520 meter över havet och ytan är 7,46 kvadratkilometer. Det finns inga avrinningsområden uppströms utan avrinningsområdet är högsta punkten. Norsjöbäcken som avvattnar avrinningsområdet har biflödesordning 4, vilket innebär att vattnet flödar genom totalt 4 vattendrag innan det når havet efter 302 kilometer. Avrinningsområdet består mestadels av skog (77 procent). Avrinningsområdet har 1,29 kvadratkilometer vattenytor vilket ger det en sjöprocent på 17,3 procent.